# Glutationilspermidina amidasi
La glutationilspermidina amidasi è un enzima numero EC 3.5.1.78 appartenente alla classe delle idrolasi, che catalizza la seguente reazione:
glutationilspermidina + H2O {\displaystyle \rightleftharpoons } glutatione + spermidina